# Aeródromo Iván Martínez
El Aeródromo Iván Martínez (OACI: SCIT) es un terminal aéreo de la comuna de Primavera, Provincia de Tierra del Fuego, Región de Magallanes y de la Antártica Chilena, Chile. Es de propiedad privada.